# آبايارفي
اباجارفي هي أكبر بحيرة في تورنيو، فنلندا، أيضا اباجارفي هي قرية. الناس في القرية يعيشون بالقرب من الغرب والسواحل الشمالية لبحيرة اباجارفي.
أكبر عمق للبحيرات هو 4,7 متر وطول السواحل يبلغ حوالي 10,1 كيلومتر.